# Alba Adriatica
Alba Adriatica är en ort och kommun i provinsen Teramo i regionen Abruzzo i Italien. Kommunen hade 12 548 invånare (2018).